# Transgaz
Societatea Națională de Transport de Gaze Naturale Transgaz S.A. Mediaș a fost înființată prin hotărârea nr. 334 /28 aprilie 2000, a Guvernului României, prin desprinderea de Romgaz în vederea restructurării și separării extracției, transportului, depozitării și distribuției gazelor naturale.

### Acționari
Ministerul Economiei deține 58.51% din Transgaz, 30.73% persoane juridice (eg. Fondul Proprietatea), si 10.76% din acțiuni sunt deținute de persoane fizice. Societatea este la momentul actual singurul transportator național de gaze naturale, făcând legătura între companiile care se ocupă cu extracția (Romgaz, Petrom și alții) și distribuitorii autorizați (printre care E.ON Gaz România și GDF SUEZ Energy Romania).
Obiectul principal de activitate al Transgaz este transportul de gaze naturale și cercetarea-proiectarea în domeniul transportului de gaze naturale. Mai exact, este vorba despre monitorizarea, întreținerea și exploatarea conductelor magistrale dedicate tranzitului si a instalațiilor tehnologice aferente acestora. Aceste conducte sunt destinate transportului gazelor naturale provenite din Federația Rusă și tranzitează România prin zona Dobrogei spre culoarul balcanic.
Capacitatea de transport a gazelor naturale este de circa 30 miliarde mc/an și este asigurată prin 11.840 km de conductă și racorduri de alimentare gaz cu diametre cuprinse între 50 mm și 1.200 mm, la presiuni cuprinse între 6 bar și 35 bar cu excepția tranzitului internațional (54 bar).
Transgaz este partener în proiectul Nabucco.

## Activități
Societatea Transgaz se ocupă cu:
1. Tranzitul gazelor naturale, mai exact cu monitorizarea, întreținerea și exploatarea conductelor magistrale dedicate si a instalațiilor tehnologice necesare transportului gazelor naturale provenite din Federația Rusă, conducte care tranzitează România prin zona Dobrogei spre culoarul balcanic.
2. Cercetare și dezvoltare: Transgaz își dorește să crească nivelul de  fiabilitate și siguranță în funcționarea Sistemului Național de Transport Gaze Naturalește.

SNTGN TRANSGAZ SA are certificare a Sistemului de management implementat cu standardele ISO 9001 și ISO 14001.

## Responsabilitate socială
Transgaz a realizat două programe de responsabilitate socială,Campania "Dăruiește un zâmbet" s-a desfășurat în 2013 cu prilejul Zilei de 1 Iunie, Ziua internațională a copilului. În cadrul acțiunii  transcompania a dăruit copiilor defavorizați jucării, articole pentru desen și cărți pentru copii. Cea de-a doua acțiune de CSR a companiei - "Donează sânge" a fost dedicată donării de sânge. Acesta s-a desfășurat în Sibiu, angajații transgaz au donat voluntar sânge pentru Centrul de Transfuzii Sanguine Sibiu.